# Pinnye
Pinnye (németül: Pinier, Freindorf, horvátul: Pinjija) község Győr-Moson-Sopron vármegyében, a Soproni járásban.

## Fekvése
Sopron és Kapuvár között, a 85-ös főúttól másfél kilométerre délre fekszik, az Ikva-patak partján.
Központján a 8628-as út vezet keresztül, de közigazgatási területének keleti, lakatlan részeit érinti még a 8612-es út és a 8524-es út is.
Északi határrészei közt húzódik a térség legfontosabb vasútvonalának számító, villamosított Győr–Sopron-vasútvonal, melynek egy megállási pontja van itt; Pinnye vasútállomás a faluközponttól közúton mintegy 2,5 kilométerre északra helyezkedik el, közúti elérését a 85-ös főútból északnak kiágazó 85 312-es számú mellékút biztosítja.

## Történelme
A rómaiak korában már lakott hely volt. Első írásos említése 1324-ben történt. A középkorban az Oslik birtokolták, majd ebből származott Pinnyei Antal-féle família, és leányágon a Zalay- és Niczky család.
A 14. századból fennmaradt birtokjogi perek oklevelei szerint: Freindorf, Freyndorff, Pune, illetve Punye neveken szerepelt a település. 1409-ben emelték a „Boldogságos Szűz” tiszteletére az első templomot. 1526 után horvát nyelvűek érkeztek a faluba. 1548-ban a királyi adószedő így fogalmazott a község adózásáról: „Pynnye. Nemesek: Zalai Péter és Benedek. Porta 4, zsellér 3, szegény 12, pásztor 1.”
A 16. század második felében a birtokos nemesek gyakran változtak, a birtok elaprózódott, Pinnye jobbágyközséggé vált. Bocskai hadai 1605-ben pusztítottak. Az 1683. évi török átvonulás után Pinnyén 47 elhagyott ház maradt. A 17. században Zeke Péter és Tallián Péter tulajdona volt, a kuruc korban pedig gróf Karaffa Károlyé. A II. József által végeztetett első magyarországi népszámláláskor 61 házban, 32 jobbágy- és 12 zsellércsaládot, összesen 428 főt írtak össze. „1840-ben 62 házban 480 lakos volt. Rohonczy Ignácnak kastélya, szárazmalma, cséplőgépe volt. Az olaszkapor, édesgyökér, az igazi komló körül való szorgalma, úgy a selyemtermesztésben megkívánható szederfa nagybani nevelése nevezetesíti Pinnyét.”
Az 1848-49-es szabadságharcban honvédként harcoltak: Páris János, Rudasics József, Wengler Ferenc és Wengler István.
Az iskoláról 1872-ben így írtak: „Tűrhető. 1 tanteremben 1 tanító 94 tanulót (I-VI.osztály) tanított.” A lakosság az 1880-tól 1914-ig tartó időszakban 630 főről 603 főre csökkent. A község vezetése a nagylózsi körjegyző és választott bíró segítségével történt 1950-ig a tanácsok megalakulásáig.
Magyarország első távolsági telefonbeszélgetése Sopron és Pinnye között jött létre 1877-ben. Megvalósítója Salamin Leó, a soproni állami főreáliskola akkori igazgatója és természettan tanára volt.
A második világháborúban a front 1945. március 30-án gyorsan átvonult, a település a harcok során nem károsodott. Pinnye hősi halottainak száma 18.

### A világháború után
1950-ben önálló tanács jött létre. 1959-ben alakult meg a „Szabadság” mezőgazdasági termelőszövetkezet 85 taggal és 767 hektár földdel, központja Peresztegen volt. 
Az intézményrendszer az 1970-es évekre kiépült. Orvosi rendelővel, könyvtárral, mozival, ifjúsági klubbal, kultúrházzal rendelkezett Pinnye. 1979-től a község Nagycenk társközsége lett, s újbóli önállósulása csak 1990-ben a helyi önkormányzat létrejöttével valósult meg.
Az óvodásokat 1962-től Nagylózsra, az iskolásokat 1971-től Peresztegre szállítják.

## Közélete

### Polgármesterei
- 1990–1994: Sebestyén Józsefné (független)[5]
- 1994–1998: Sebestyén Józsefné (független)[6]
- 1998–2002: Sebestyén Józsefné (független)[7]
- 2002–2006: Sebestyén Józsefné (független)[8]
- 2006–2010: Farkas Tamás (független)[9]
- 2010–2014: Farkas Tamás (független)[10]
- 2014–2019: Farkas Tamás (független)[11]
- 2019–2024: Farkas Tamás (független)[12]
- 2024– : Farkas Tamás (független)[1]

## Népesség
A település népességének változása:
| Lakosok száma | 329  | 324  | 321  | 333  | 316  | 316  | 324  |
|               | 2013 | 2014 | 2015 | 2021 | 2022 | 2023 | 2024 |

A 2011-es népszámlálás során a lakosok 73,9%-a magyarnak, 0,3% horvátnak, 2,4% németnek mondta magát (25,8% nem nyilatkozott; a kettős identitások miatt a végösszeg nagyobb lehet 100%-nál). A vallási megoszlás a következő volt: római katolikus 63,8%, református 1,5%, evangélikus 0,3%, felekezeten kívüli 2,7% (31% nem nyilatkozott).
2022-ben a lakosság 92,4%-a vallotta magát magyarnak, 1,9% németnek, 0,6% cigánynak, 0,3% ruszinnak, 0,3% horvátnak, 2,2% egyéb, nem hazai nemzetiségűnek (7,3% nem nyilatkozott; a kettős identitások miatt a végösszeg nagyobb lehet 100%-nál). Vallásuk szerint 53,5% volt római katolikus, 2,8% református, 1,6% evangélikus, 0,6% görög katolikus, 0,3% egyéb keresztény, 1,3% egyéb katolikus, 7,3% felekezeten kívüli (32,6% nem válaszolt).

## Látnivalók
- Sarlós Boldogasszony templomát 1852-ben építették a lebontott régi helyett. Berendezése neogótikus, kivéve a régi templomból származó Mária és Erzsébet találkozása-szobrot, mely 1770 körül készült
- A templom melletti oszlopon Mária-szobor áll 1673-as évszámmal, és egy Szentháromság-szobor, mely 1750 körül készült
- Nepomuki Szent János szobra  a XVIII. századból származik
- A Simon-kúria 1830 körül épült, klasszicista stílusban, Valószínűleg Hild Ferdinánd tervei szerint
- Az úgynevezett Kastélykertben gyönyörű, évszázados cédrus áll

## Képek

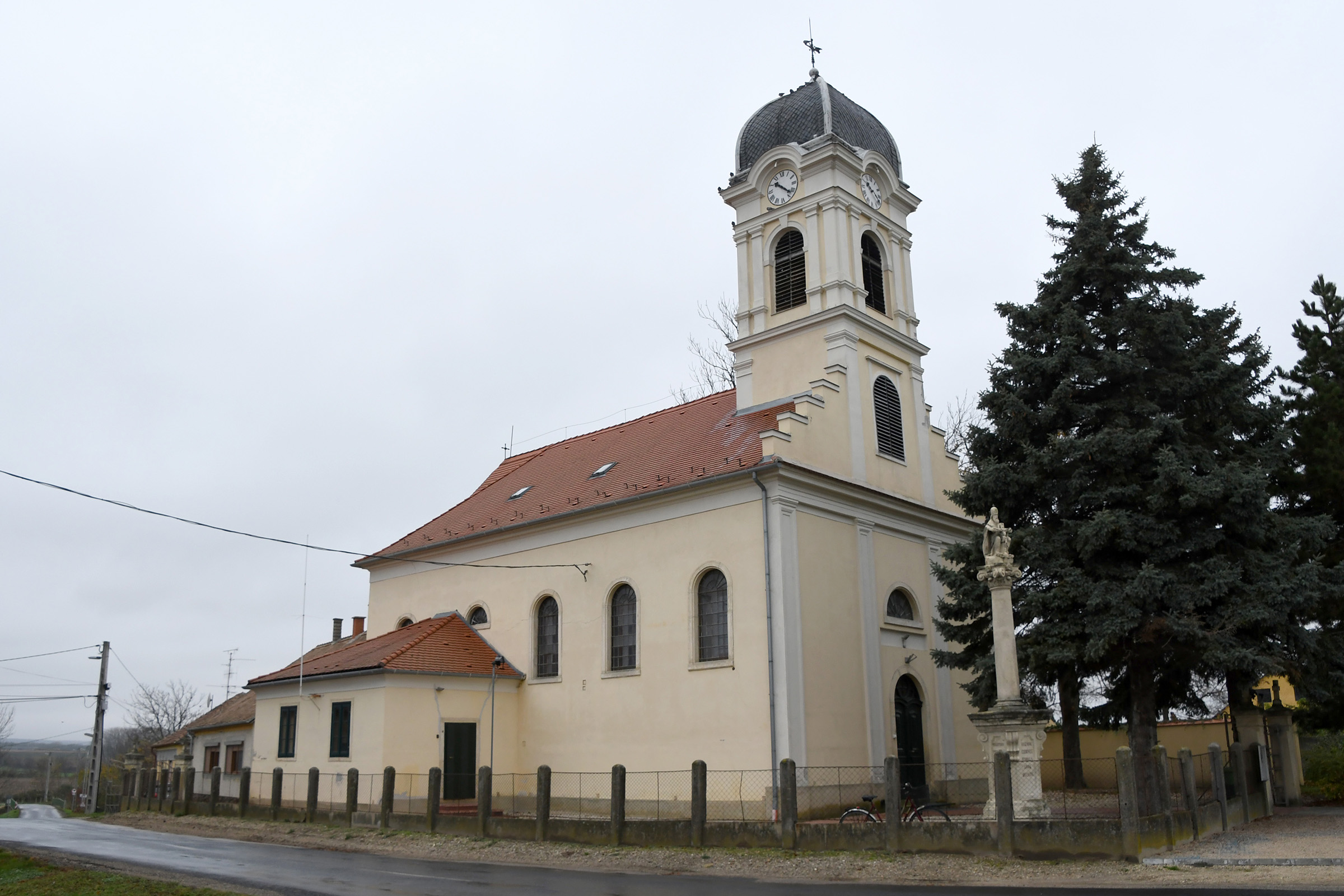
Római katolikus templom
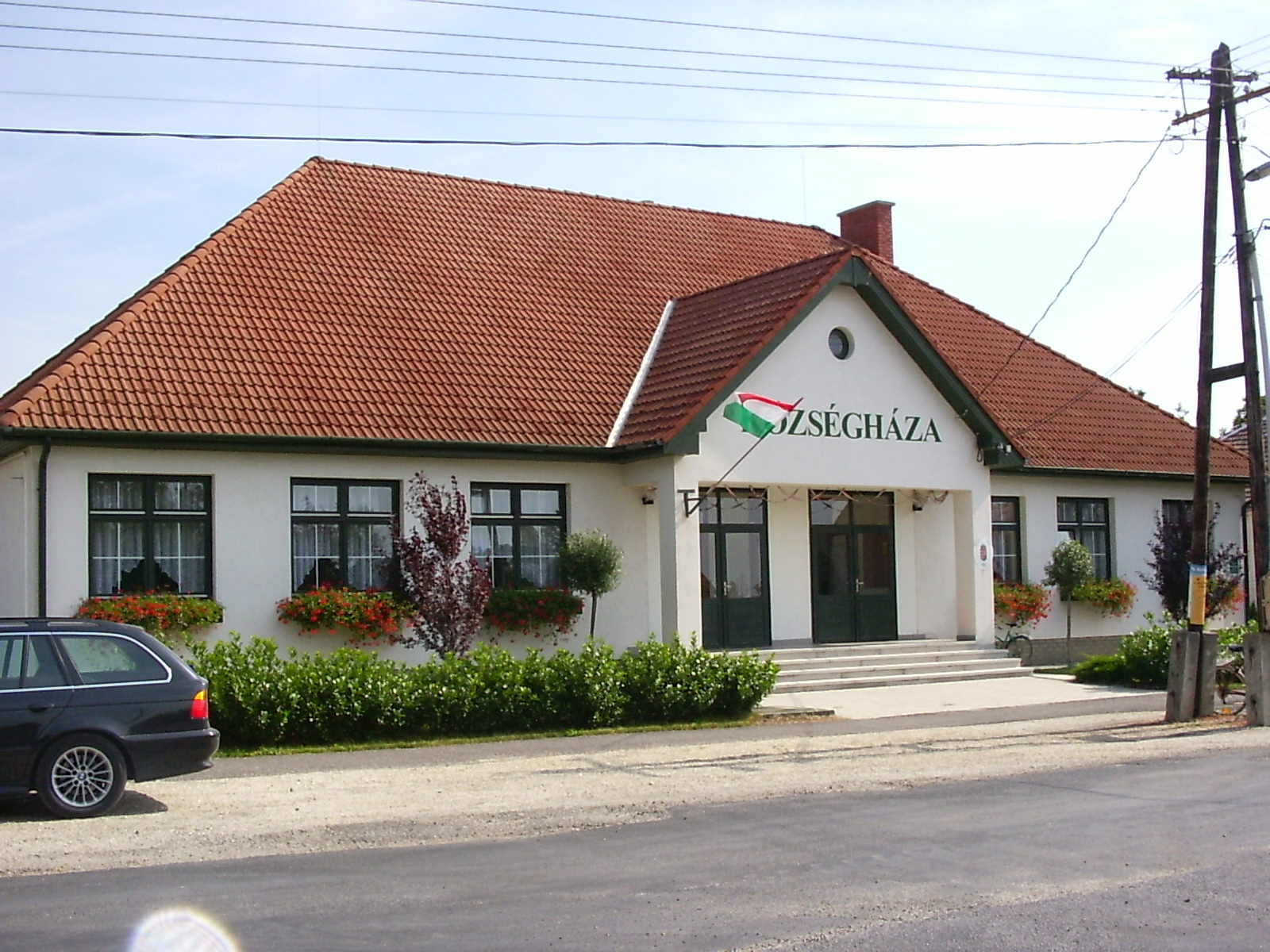
Községháza
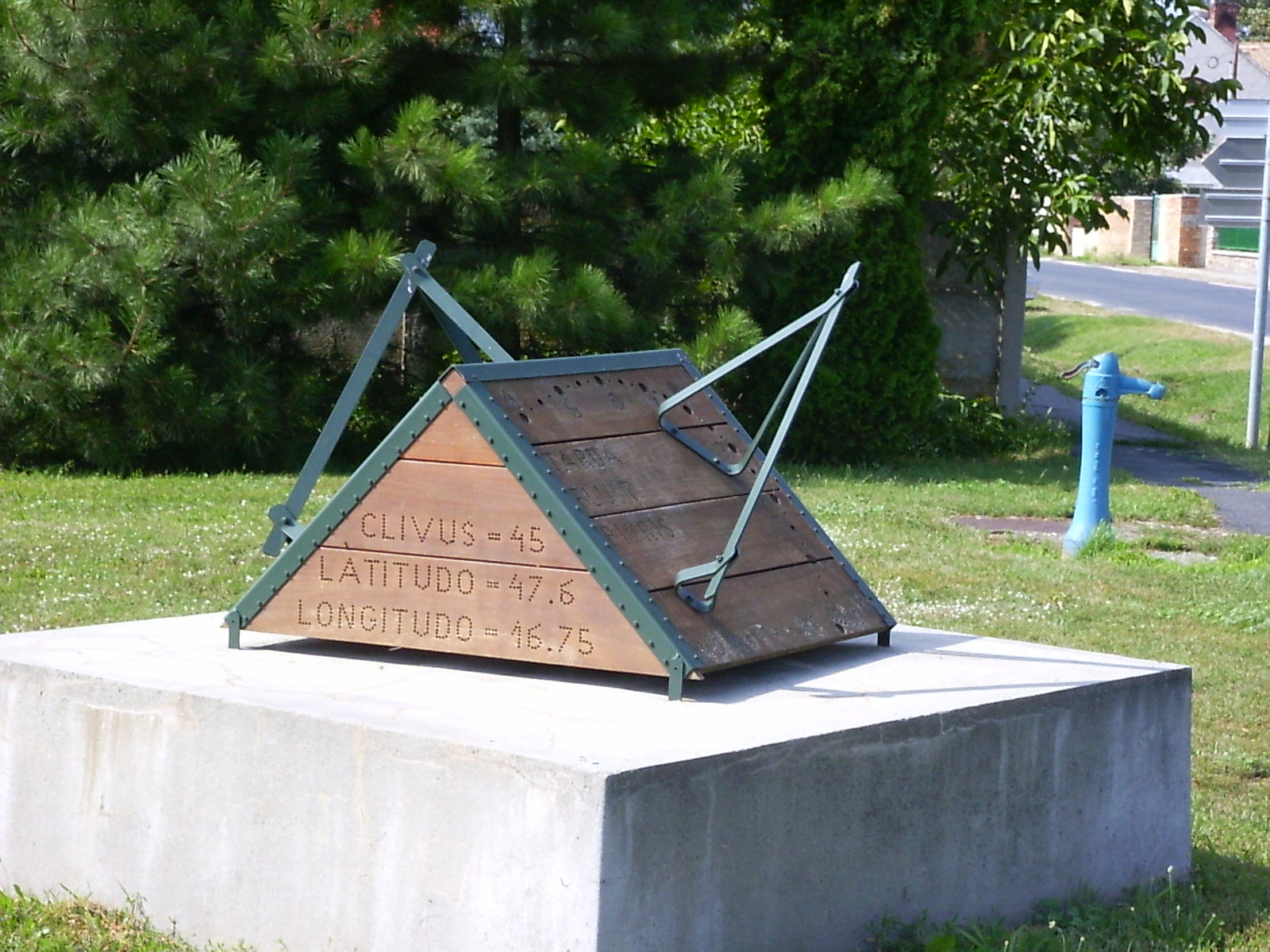
Napóra